# Anders Persson i Mörarp
Anders Persson i Mörarp, född 24 december 1835 i Bårslövs socken, Malmöhus län, död 2 mars 1917 i Helsingborg, var en svensk landstings- och riksdagsman. 
Persson övertog efter vanlig folkskoleundervisning 1859 eget hemman i Mörarp, men fick tidigt politiska uppdrag och var 1870–1909 ledamot av Malmöhus läns landsting (från 1888 som vice ordförande). Åren 1870–1896 representerade han Luggude domsagas södra valkrets i andra kammaren. Med i stort sett liberala sympatier anslöt sig Persson till Lantmannapartiets så kallade "skånska fraktion", inom vilken han nådde en framskjuten ställning, och invaldes 1884 första gången i partiets niomannaråd.
Efter att ha varit ledamot av lagutskottet 1875–1884 och fungerat som statsrevisor 1879–1880 var han 1885–1895 ledamot av statsutskottet, varav de fyra sista åren som vice ordförande. Efter Lantmannapartiets sprängning 1888 anslöt sig Persson som frihandlare till Gamla lantmannapartiet och tillhörde dess förtroenderåd. Efter att i likhet med flertalet i sitt parti, ha motsatt sig Kungl. Maj:ts förslag om värnpliktens utsträckning till 90 dagar vid 1891 och 1892 års lagtima riksdagar, stödde Persson som vice ordförande i försvarsutskottet det modifierade förslaget vid 1892 års urtima riksdag. Hans inflytande skattades då mycket högt. Från motståndarna hördes bittra antydningar om en utlovad domänintendentplats, vilka vid tillfället möttes med harmsna dementier, men 1895 utnämndes Persson till domänintendent i Malmöhus län och verkade som sådan till 1912.
Förhållandet mellan Persson och riksdagens frisinnade blev så småningom allt kyligare, och 1895 lämnade han sin kraftiga medverkan till båda lantmannapartiernas sammanslagning. Han var medlem av samma års hemliga utskott och hade 1892–1896 plats i talmanskonferensen. Persson anlitades även för åtskilliga kommittéarbeten, bland annat tullkommittén 1879–1882 och lantbruksläroverkskommittén 1882–1884.